# Morti nel 1030
| Questa pagina contiene informazioni ricavate automaticamente dalle voci biografiche con l'ausilio del template Bio e di un bot. L'aggiornamento è periodico e automatico e ricostruisce completamente la pagina. Se manca una persona in questa lista, sei pregato di non aggiungerla, ma accertati piuttosto che la sua voce biografica contenga il template Bio e che i dati anagrafici siano correttamente compilati. Se il template Bio manca, inseriscilo tu stesso o, in alternativa, metti l'avviso {{tmp\|Bio}} che ne segnala la mancanza. Se i dati riportati sono sbagliati, correggi direttamente la voce biografica; le modifiche saranno visibili in questa lista entro pochi giorni. Per chiarimenti vedi il progetto biografie. La lista contiene solo le 15 persone che sono citate nell'enciclopedia e per le quali è stato implementato correttamente il template Bio. Pagina aggiornata al 13 gen 2025. |

- 10 gennaio - Tietmaro IV, nobile tedesco
- 31 gennaio - Guglielmo V di Aquitania, duca francese (n. 969)
- 9 marzo - Ogiva di Lussemburgo, contessa fiamminga
- 10 marzo - Guelfo III di Altdorf, nobile tedesco
- 30 aprile - Mahmud di Ghazna, re turco (n. 971)
- 29 luglio - Olaf II di Norvegia, santo norvegese (n. 995)
- 17 agosto - Ernesto II di Svevia, nobile tedesco
- 17 agosto - Guarniero di Kyburg, nobile tedesco
- 19 settembre - Ciriaco da Buonvicino, abate italiano
- Miskawayh, storico e filosofo persiano (n. 932)
- Bersi Skáldtorfuson, poeta islandese
- Björn Stallare, diplomatico norvegese
- Gioacchino il Korsuniano, monaco cristiano, vescovo ortodosso e santo russo
- Ibn Darrach al-Qastalli, poeta arabo (n. 958)
- Skapti Þóroddsson, poeta islandese